# Herman Helleputte
Herman Helleputte est un footballeur belge, né le 22 mars 1953 à Lierre (Belgique), reconverti en entraîneur.

## Biographie
De 2010 à 2011, il est directeur sportif du Lierse SK, après en avoir été l'entraîneur durant trois saisons. Il en redevient l'entraîneur le 28 janvier 2015 afin d'essayer de maintenir le club en Jupiler Pro League. Il démissionne cependant deux jours plus tard pour raisons de santé.

## Carrière de joueur
- 1971-1988 : Lierse SK  Belgique[1]

## Palmarès de joueur
- Finaliste de la Coupe de Belgique en 1976 avec le Lierse SK

## Carrière d'entraîneur
- 1988-03/1991 :  Lierse SK (entraîneur-adjoint)
- 03/1991-05/1994 :  Lierse SK
- 07/1995-11/1995 :  Germinal Ekeren
- 10/1996-05/1999 :  Germinal Ekeren
- 1999-2000 :  Germinal Beerschot (entraîneur-adjoint)
- 2000-01/2001 :  KRC Harelbeke
- 01/2001-03/2001 :  KFC Dessel Sport
- 2002-2005 :  KSK Beveren
- 2005-2007 :  KVC Westerlo
- Depuis 2007 :  Lierse SK

## Palmarès d'entraîneur
- Finaliste de la Coupe de Belgique en 1995 avec le Germinal Ekeren
- Finaliste de la Coupe de Belgique en 2004 avec le KSK Beveren